# Jean Baptiste Barth
Pour les articles homonymes, voir Barth (homonymie).
Jean Baptiste Philippe Barth, né le 24 septembre 1806 à Sarreguemines et mort le 20 novembre 1877, est un médecin et pathologiste français.
Jean Baptiste Barth a étudié la médecine à l'Université de Paris. Il fut ensuite l'assistant de Pierre-Charles Alexandre Louis (1787-1872) à l'hôpital de la Pitié.
En 1840, il a été nommé médecin des Hôpitaux de Paris. Il pratiqua la médecine jusqu'en 1870.
En 1871, il a été élu vice-président de l'Académie de médecine, et devint ensuite son président.
Avec le pédiatre et cardiologue français Henri-Louis Roger (1809-1891), Jean Baptiste Barth a publié un ouvrage sur l'auscultation Traité pratique à l'auscultation, édité en 1865, à Paris, aux éditions Asselin.

## Distinctions
- Commandeur de la Légion d'honneur (1873)